# Симоне Ђанели
Симоне Ђанели (ит. Simone Giannelli; Болцано, 9. август 1996) италијански је одбојкаш. Висок је 200 cm и игра на позицији техничара у Перуђи.

## Клупска каријера
Симоне Ђанели је, у млађим категоријама, играо на позицијама примача сервиса и коректора, да би се 2013. преусмјерио ка улози техничара.
Поникао је у Алто Адиђеу, одакле се 2009. преселио у Тренто, гдје је имао прилику да учи од највећих мајстора ове игре (Никола Грбић је један од њих). До 2014. се водио као члан јуниорског тима Трентино Волеја, са којим је, као далеко најталентованији играч, у свакој сезони, освајао титулу првака Италије у одговарајућем узрасту.
За сениорски тим је дебитовао као шеснаестогодишњак (2012) - па је добио медаљу за освојену титулу 2013. године - али се првом озбиљном сезоном може сматрати 2014/15. у којој је, опет, освојен наслов националног првака, праћен најзначајнијим индивидуалним признањем за самог Ђанелија - титулом МВП-а. Сезону је почео као резерва Пољаку Лукашу Жигадлу, али је, након неколико одиграних кола, постао стандардни члан прве поставе.
С разлогом се сматра великом надом свјетске одбојке и будућим носиоцем игре италијанске репрезентације.

## Репрезентативна каријера
Имајући у виду Симонеово нестварно брзо сазријевање, позив Берута никога није изненадио. Младић из Болцана је задужио број "6" и дебитовао 29. маја 2015, у Аделејду, против Аустралије, у оквиру првог кола Свјетске лиге.
Удаљавање из националног тима Драгана Травице, дотадашњег првог техничара, отворило је Ђанелију врата стартне поставе. Отпутовао је са азурима у Рио, на завршни турнир Свјетске лиге и већ у првом колу, против Србије, био је човјек одлуке. Убитачним сервисима у петом сету ријешио је питање побједника.